# Merana
Merana är en ort och kommun i provinsen Alessandria i regionen Piemonte i Italien. Kommunen hade 186 invånare (2018).